# Вільшинки
Вільшинки́ — село в Україні, у Ужгородському районі Закарпатської області, центр сільської ради. Населення становить 561 особу (станом на 2001 рік). Село входить до Тур'є-Реметівської сільської об'єднаної територіальної громади, знаходиться за 48,2  кілометри північніше від обласного центру.
Згадка про село є в документах XIV століття. Перша письмова згадка про поселення датується 1602 роком.
З кінця XVIII століття і до середини XIX століття в с. Вільшинки жили селяни, які відбували панщину на казенних землях.

## Історія
Перша згадка у ХІХ столітті.
Церква Покрови пр. Богородиці. 1801.
У 1751 р. стояла дерев’яна церква св. Михайла, у доброму стані з двома дзвонами, прикрашена всіма образами. Будівництво кам’яної базилічної церкви в місцевості “За кадубом” розпочато 1770 і закінчено 1801 p., хоча згадують і 1806 р. До того часу належить дерев’яний хрест, що стоїть перед входом. Розповідають, що ініціатором спорудження був Штелиха, завдяки якому в Вільшинки потрапили державні кошти, виділені для будівництва церкви в селі Туриця, а також іконостас роботи місцевих майстрів. До будівництва були причетні італійські майстри. Спочатку дахи були вкриті ґонтом, але після ремонтів 1932 р. та 1970 р. церква набула теперішнього вигляду.
П’ятирядний іконостас походить з часу спорудження церкви. У 1972 р. Микола Кахно з Великого Березного розмалював стіни. Багато церковних книг та документів зникло в 1948 – 1949 роках, з приходом радянської влади. У 1930 р. біля церкви споруджено кам’яну дзвіницю. Менший дзвін відлив Фрі-дєш Геніху Араді в 1913 р., більший – виріб фірми “Акорд” з 1935 р., коли священиком був о. Догович. До 1936 р. храмовий празник був на св. Миколи, а потім – на Покрову. У 1997 р. закінчено черговий зовнішній ремонт.
Дерев’яна церква декілька разів горіла. Місцеві жителі, щоб уникнути пожеж почали будувати церкву з каменю. Будівництво кам’яної базилічної церкви розпочалося в 1770 році. В 1801 році завершено будівництво нової мурованої церкви, споруда має добрі пропорції і гарне розташування на пагорбі. Спочатку дахи були вкриті гонтом, а після ремонту в 1932 році церква набула теперішнього виду.
Дзвони були виготовлені в Чехії. З Ужгорода їх привезли на возі волами. В період війни, два малі дзвони забрали, щоб переплавити їх на зброю. Один дзвін залишився, а два малі виготовила ужгородська фірма «Акорд».
Великий дзвін знаходився на церковній турні. Старожили говорять, що це спонукало розколу церковних стін. У 1930 році біля церкви споруджено кам’яну дзвіницю, куди перенесено дзвони. Згодом церкву скріпили трьома скріпленнями (анкерами), щоб зберегти церковні мури.
З приходом радянської влади на Закарпаття, греко-католицьку церкву Покрови Пресвятої Богородиці в селі Вільшинки насильно відібрано і передано новоутвореній православній громаді села.
Парафіянами села до 1949 року опікувався отець Стефан Гафич. Цього ж року, за відмову перейти до російської православної церкви, о. Стефана Гафича засуджено на 25 років позбавлення волі з поразкою в правах на 5 років і конфіскацією належного йому майна. Був відправлений у табори ГУЛАГу Казахстану.

## Присілки
Присліп
Присліп - колишнє село в Україні, в Закарпатській області.
Обєднане з селом Вільшинки рішенням облвиконкому Закарпатської області №155 від 15.04.1967

## Географія
Село Вільшинки лежить за 9,7 км на північний схід від районного центру, фізична відстань до Києва — 578,5 км. Біля села беруть початок річки Пегова і Сімерка.

## Населення
Станом на 1989 рік у селі проживали 581 особа, серед них — 277 чоловіків і 304 жінки.
За даними перепису населення 2001 року у селі проживали 561 особа. Рідною мовою назвали:
| Мова       | Кількість осіб | Відсоток |
| ---------- | -------------- | -------- |
| українська | 561            | 100,00%  |

## Політика
Голова сільської ради — Цубина Іван Іванович, 1966 року народження, вперше обраний у 2006 році. Інтереси громади представляють 14 депутатів сільської ради:
| Партія            | Кількість депутатів | Відсоток |
| ----------------- | ------------------- | -------- |
| «Партія регіонів» | 9                   | 64,29%   |
| самовисування     | 5                   | 35,71%   |

## Відомі уродженці
- Гафич Стефан — Парох церкви святого Миколая-Чудотворця, мученик Мукачівської єпархії ХХ ст.;

## Туристичні місця
- храм Покрови пр. Богородиці. 1801.
- старовинні яблучні сади